# Xe nâng hạ
Xe nâng hạ (hay còn gọi là xe nâng) là một loại xe tải công nghiệp dùng để nâng và di chuyển vật liệu, hàng hóa trên một quãng đường ngắn. Xe nâng hạ được phát triển vào đầu thế kỷ 20 bởi nhiều công ty khác nhau, bao gồm Clark, công ty sản xuất hộp số, và Yale & Towne Manufacturing, công ty sản xuất cần nâng. Kể từ sau Chiến tranh thế giới thứ hai, việc sử dụng và phát triển xe nâng đã được mở rộng trên toàn thế giới. Ngày nay, xe nâng hạ đã trở thành một thiết bị không thể thiếu trong sản xuất và kinh doanh kho bãi. Chiều cao nâng của xe nâng thường từ 3m đến 6m, chia thành hai loại khung nâng là loại thông thường và loại chui container.
Phân loại xe nâng bằng động cơ sử dụng, bao gồm xe nâng điện và xe nâng dầu, theo xe nâng thông thường hoặc xe nâng chui container
Cấu hình xe nâng rất đa dạng, bao gồm động cơ, chiều cao nâng, bộ công tác: bộ dịch ngang (side shifter), bộ gật gù, bộ dịch càng (fork positioner)

## Phân loại
Xe nâng hạ được chia làm ba loại chính dựa trên các nguyên tắc từ đơn giản đến phức tạp, từ nhẹ đến nặng, từ thấp đến cao. Ba loại chính bao gồm

### Xe nâng hạ bằng tay

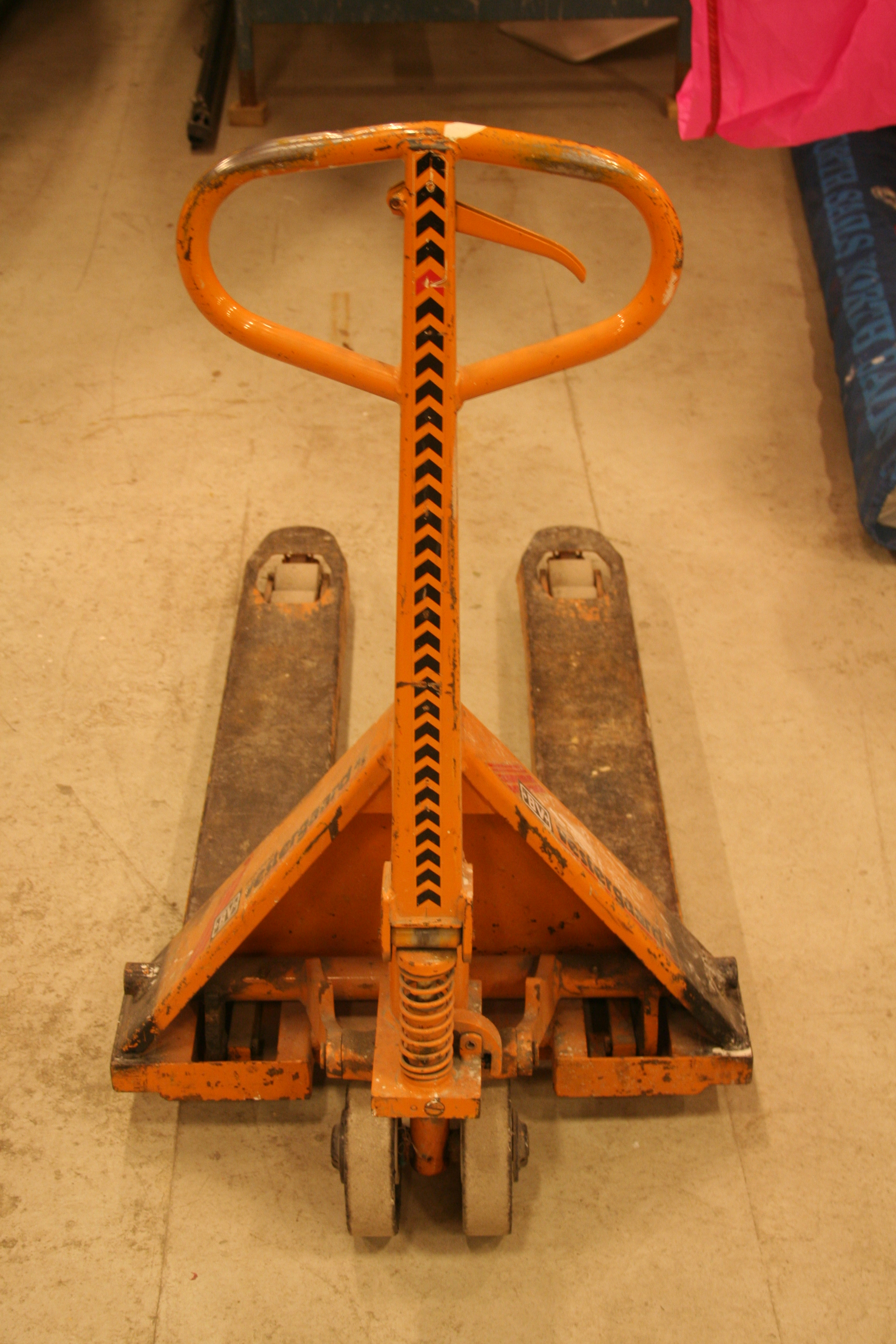
Xe nâng hạ bằng tay

Xe nâng hạ bằng tay là xe nâng dùng thủ công để di chuyển hàng hóa bao gồm xe nâng tay, xe đẩy tay hoặc có thể vừa di chuyển hàng hóa vừa nâng hàng hóa lên cao bao gồm các loại xe nâng tay cao. Loại xe này sử dụng hệ thống thủy lực kích bằng tay và hệ thống van xả để nâng hạ hàng hóa. Chiều cao thông thường từ mặt sàn đến càng nâng tối thiểu là 200mm. Tải trọng nâng và chiều cao nâng cho loại xe nâng bằng tay này đều rơi vào loại nhẹ và đơn giản, từ 500 kg - 1000 kg cho loại vừa di chuyển vừa nâng lên cao, hoặc 2500 kg cho loại chỉ di chuyển chứ không nâng lên cao.

### Xe nâng hạ bằng điện
Xe nâng hạ bằng điện là xe dùng ắc quy hoặc cắm điện để thay cho sức người để di chuyển hàng và nâng hàng. Nó sử dụng hai mô tơ, mô tơ di chuyển dành cho việc di chuyển, và mô tơ nâng hạ dành cho việc nâng hạ. Nếu chỉ sử dụng 1 mô tơ cho việc nâng hạ hoặc chỉ cho việc di chuyển thì người ta gọi đó là xe nâng bán tự động, vì chỉ có một nửa công năng dùng ắc quy. Nếu sử dụng cả hai mô tơ cho cả việc di chuyển và việc nâng hạ, thì người ta gọi là xe nâng tự động hoặc xe nâng điện. Tải trọng nâng và chiều cao nâng cho loại xe nâng bằng điện cao hơn xe nâng tay một chút, có thể nâng tới 2500 kg với chiều cao 6m. Các loại xe này thường hay sử dụng với hệ thống giá kệ.

### Xe nâng hạ bằng động cơ

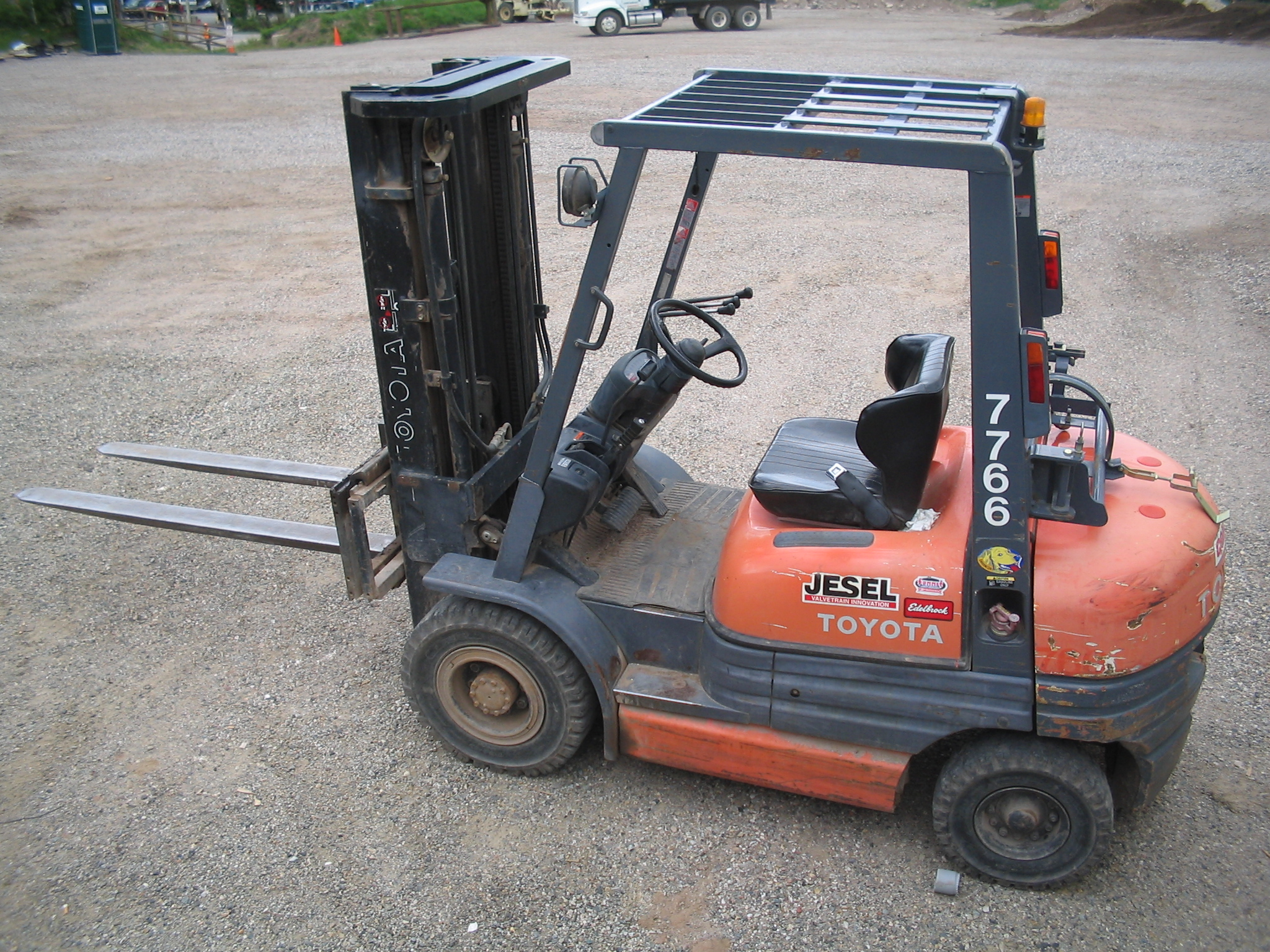
Xe nâng hạ dùng động cơ đốt trong

Xe nâng hạ bằng động cơ đốt trong là xe dùng động cơ đốt trong để thực hiện việc di chuyển và nâng hạ. Thông thường khi sử dụng loại xe này, người ta phải sử dụng nâng dỡ và di chuyển hàng hóa với khối lượng lớn, tần suất cao mà các loại xe khác không thể đáp ứng được. Cấu tạo của xe chủ yếu bao gồm có động cơ chạy bằng nhiên liệu xăng, dầu diesel hoặc gas, khung gầm và lốp xe như cấu tạo xe ô tô, ngoài ra còn có thêm hệ thống thủy lực để nâng hàng hóa. Tải trọng của loại xe nâng bằng động cơ xuất phát có thể từ 1 tấn lên đến hàng chục tấn. Thông thường các loại xe nâng từ 5 tấn trở xuống dùng đại trà trong các nhà máy xí nghiệp, các loại xe có tải trọng từ 10 tấn trở lên dùng ở các cảng biển phục vụ cho việc nâng hạ container có trọng tải lớn.